# 長崎造船短期大学
長崎造船短期大学（ながさきぞうせんたんきだいがく、英語: College of Naval Architecture of Nagasaki）は、長崎県長崎市綱場町536に本部を置いていた日本の私立大学である。1950年に設置され、1968年に廃止された。大学の略称は造船短大。

## 概要

### 大学全体
- 長崎県長崎市に所在した日本の私立短期大学で、設置主体は学校法人長崎造船短期大学[2]。
- 国内で最初に認可された短期大学149校[注 1]の1校として、1950年に1学科2専攻、入学総定員80名体制で開学した[3]。その後は学科の増設もあり最終的には3つの学科を置くようになった。全学科、修業年限が昼間部3年制。
- 1964年度の入学生を最後に[注釈 1]、1968年に短期大学としての使命を終える[6]。

### 教育および研究
- 全国で唯一、造船工学に関する専門教育をおこなっていたところに特色がある[注 3]。
- ほか、右記資料も参照[注 4]。

### 学風および特色
- 男子学生のみ在籍していたようである[注 5]。

## 沿革
- 1942年
  - 12月8日 川南高等造船学校の設立が認可される。
- 1943年
  - 4月1日 - 川南高等造船学校を長崎港外 香焼島[注 6]に開校（造船工学科、機械工学科を設置。）
- 1944年
  - 10月1日 - 川南造船専門学校に改称。
- 1945年
  - 3月1日 - 長崎造船専門学校に改称。
- 1949年
  - 10月 文部省[注釈 2]に短期大学[注 7]の設置認可に関する申請を以下の通り行う[注 8]。
- 1950年
  - 3月14日 左記を以て短期大学の設置が文部省[注釈 2]より認可される[12][13]。
  - 4月1日 左記を以て長崎造船短期大学が以下の学科体制にて開学する[注 9]。
    - 造船科[16]
      - 造船専攻 入学定員20名
      - 機械専攻 入学定員60名
- 1951年
  - 3月9日 財団法人長崎造船専門学校を学校法人長崎造船短期大学へ変更[17]。
- 1954年
  - 5月1日 学生数[18]
    - 造船科 105[注釈 3]
- 1962年
  - 4月1日 長崎市網場町へキャンパス移転。造船科の各専攻課程を以下の通り変更[19]。
    - 造船専攻 入学定員20名→造船科 入学定員40名[20]　
    - 機械専攻 入学定員60名→機械科 入学定員70名[20]

  - 同 以下の学科を増設する[19]。
    - 電気科 入学定員40名[20]

  - 5月1日 学生数[21]
    - 造船科 206
    - 機械科 275
    - 電気科 37[注釈 3]/40
- 1964年
  - 3月4日 教職課程が設置される[22]。
  - 4月1日 この年度をもって学生募集を最後とする[注釈 1]
  - 5月1日 学生数[23] /定員[24]
    - 造船科 214[注釈 3]/120
    - 機械科 293/[注釈 3]210
    - 電気科 81[注釈 3]/120
- 1965年
  - 5月1日 学生数[25]/定員
    - 造船科 132[注釈 3]/80
    - 機械科 179[注釈 3]/140
    - 電気科 49[注釈 3]/80
- 1966年
  - 5月1日 学生数[26]/定員
    - 造船科 66[注釈 3]/40
    - 機械科 78[注釈 3]/70
    - 電気科 25[注釈 3]/40
- 1967年
  - 5月1日 学生数[27]/定員
    - 造船科 3[注釈 3]/-
    - 機械科 5[注釈 3]/-
    - 電気科 3[注釈 3]/-
- 1968年
  - 3月31日 左記をもって正式に廃止となる[6]。

## 基礎データ

### 所在地
- 長崎県長崎市綱場町536

## 教育および研究

### 組織

#### 学科
- 造船科 入学定員40名
- 機械科 入学定員70名
- 電気科 入学定員40名

#### 専攻科
- なし

#### 別科
- なし

#### 取得資格について
- 中学校教諭二級免許状（数学、技術）の教職課程が設置されていた[28]。

### 研究
- 『長崎造船短期大学研究報告』[29]

## 対外関係

### 系列校
- 附属学校の欄を参照。

## 附属学校
- 長崎造船短期大学附属高等学校を擁していた[2]。